# إجناسيو فيدليف
إجناسيو فيدليف (بالإسبانية: Ignacio Fideleff)‏ (4 يوليو 1989 بروساريو في الأرجنتين - ) هو لاعب كرة قدم أرجنتيني في مركز الدفاع. شارك مع منتخب الأرجنتين تحت 20 سنة لكرة القدم. أما مع النوادي، فقد لعب مع إيرغوتيليس وتيغري ونادي بارما ونادي مكابي تل أبيب ونادي نابولي وناسيونال أسونسيون ونيولز أولد بويز.

## وصلات خارجية
- إجناسيو فيدليف على موقع الاتحاد الأوربي (الإنجليزية)
- إجناسيو فيدليف على موقع إي إس بي إن إف سي (الإنجليزية)
- إجناسيو فيدليف على موقع قاعدة بيانات كرة القدم.إي يو (الإنجليزية)
- إجناسيو فيدليف على موقع Soccerway.com (الإنجليزية)
- إجناسيو فيدليف على موقع عالم كرة القدم.نت (الإنجليزية)
- إجناسيو فيدليف على موقع AS.com (الإسبانية)